# Yosef Shiloach

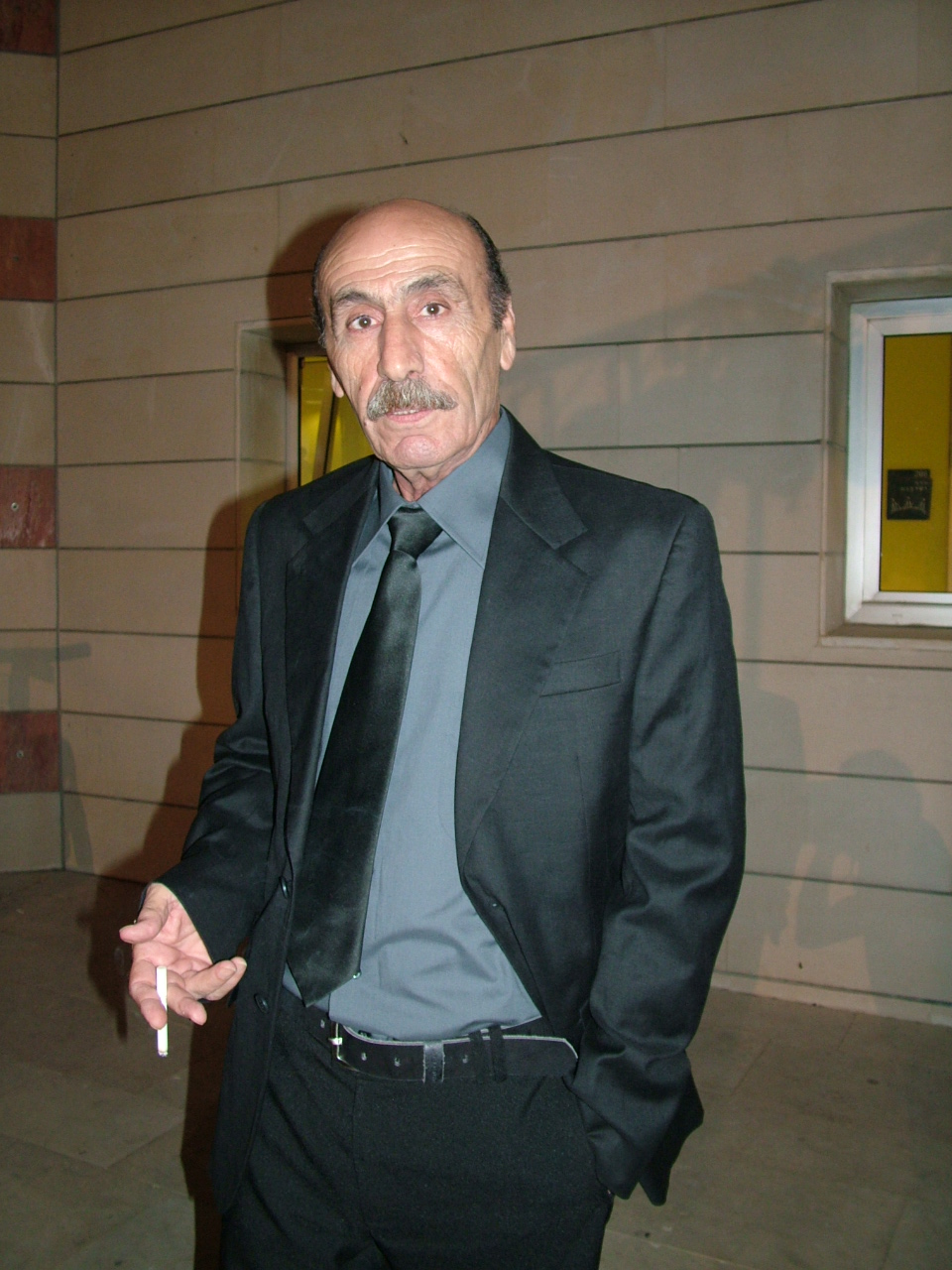

Yosef Shiloach (9 de julho de 1941 - 3 de janeiro de 2011) foi um ator de cinema israelense.

## Filmografia parcial
- Rambo 3 (1988)
- Alex Holeh Ahavah (1986)
- Iron Eagle (1986)
- Hagiga B'Snuker (1975)
- The House on Chelouche Street (1973)
- I Love You Rosa (1972)